# Westerbach (Werse)
Der Westerbach ist ein 9,8 Kilometer langer rechtsseitiger Zufluss der Werse im nordrhein-westfälischen Kreis Warendorf. 

## Verlauf
Der Bachlauf beginnt im Kreis Warendorf in Rinkerfeld und fließt in westliche Richtungen durch Felder und Wiesen der Wester Bauerschaft. Er unterquert die Wolbecker Straße und die Bahnstrecke Münster–Warstein und mündet zwischen Wolbeck und Albersloh südlich der Tiergartenheide in die Werse.